# Klabautamann
Klabautamann ist eine deutsche Folk-Metal- bzw. Progressive-Metal-Band aus Bonn.

## Geschichte
Die Band wurde 1998 von Tim Steffens und Florian Toyka in Meckenheim, Nordrhein-Westfalen, gegründet. Nach der Veröffentlichung von zwei Demos erschien im Sommer 2003 das Debütalbum Our Journey Through the Woods, wobei sich der Producer und Pavor-Gitarrist Armin Rave für Mix und Mastering verantwortlich zeichnete. Das zweite, komplett selbstproduzierte Album Der Ort erschien 2005 auf Heavy Horse Records. Als Gäste waren unter anderem  Centaurus-A-Schlagzeuger Patrick Schröder, Jack-Slater-Sänger Stefan Horn und die Schauspielerin und Sängerin Isabel Jasse an Der Ort beteiligt. Merkur, das dritte Album erschien 2009. Die CD wurde über das bandeigene Label Zeitgeister Music veröffentlicht, die Vinyl-Version über Heavy Horse Records. Während die ersten drei Alben zunehmend Jazz-, Lounge- und Progressive-Einflüsse aufwiesen, besannen sich Klabautamann 2011 auf ihre Black-Metal-Wurzeln und legten mit Old Chamber ein entsprechend rohes Album vor. Auf dem Nachfolge-Album Smaragd von 2017 präsentierte sich die Band wieder deutlich progressiver und reduzierte den Black-Metal-Anteil in ihrer Musik auf ein Minimum. Zu dem Song Into Depression wurde ein animiertes Musikvideo veröffentlicht, für das sich der rumänische Künstler Costin Chioreanu verantwortlich zeichnete. Chioreanu gestaltete ebenfalls das Album-Cover von Smaragd. Im August 2019 verließ Florian Toyka die Band, die seitdem von Steffens alleine fortgeführt wird.
Anlässlich der Ankündigung des sechsten Albums Numbered veröffentlichte Klabautamann im September 2021 ein Musikvideo zu dem Song Conflicted, das von dem Bonner Künstler-Duo Moritz Hellfritzsch und Anna Piotrowski inszeniert wurde. An den Aufnahmen zu Numbered waren erneut zahlreiche Gastmusiker beteiligt, darunter unter anderem Bassist Stephan Otto (Serpent Eater), Sänger und Gitarrist Andreas März (Steorrah), Gitarrist Christoph Graf (Excrete), Schlagzeuger Marlon Drescher (Malus) sowie Anna Murphy (Cellar Darling).

## Diskografie
- 1998: Opus Obscoenum Infernalis (Demo)
- 2000: Gott schenkt Gift (Demo)
- 2003: Our Journey Through the Woods (LP)
- 2005: Der Ort (LP)
- 2007: Negeder Mand / Tuvstarr (EP)
- 2009: Merkur (LP)
- 2011: The Old Chamber (LP)
- 2017: Smaragd (LP)
- 2021: numbered (LP)